# Nocera Inferiore
Nocera Inferiore tên cũ là Nocera dei Pagani, là một đô thị (comune) thuộc tỉnh Salerno trong vùng Campania của Ý. Nocera Inferiore thị xã nằm ở chân của Monte Albino, 20 km về phía đông nam của Napoli theo tuyến đường sắt. Nocera Inferriore có diện tích 20 km2, dân số là 45.686 người (thời điểm ngày 1 tháng 12 năm 2009).